# RKSV Sittardia in het seizoen 1959/60
Het seizoen 1959/1960 was het zesde jaar in het bestaan van de Sittardse betaaldvoetbalclub Sittardia. De club kwam uit in de Nederlandse Eredivisie en eindigde daarin op de 18e plaats, dit betekende dat de club rechtstreeks degradeerde naar de Eerste divisie.

## Wedstrijdstatistieken

### Eredivisie
|       | ADO   | Ajax  | Blauw-Wit | DOS   | DWS/A | Elinkwijk | Sportclub Enschede | Feijenoord | Fortuna '54 | MVV   | NAC   | PSV   | Rapid JC | Sparta | Volendam | VVV   | Willem II |
| ----- | ----- | ----- | --------- | ----- | ----- | --------- | ------------------ | ---------- | ----------- | ----- | ----- | ----- | -------- | ------ | -------- | ----- | --------- |
| Thuis | 3 – 2 | 1 – 4 | 1 – 1     | 2 – 5 | 0 – 2 | 2 – 1     | 1 – 10             | 1 – 5      | 0 – 3       | 2 – 2 | 0 – 1 | 0 – 1 | 1 – 1    | 0 – 1  | 1 – 5    | 1 – 1 | 1 – 1     |
| Uit   | 1 – 2 | 4 – 2 | 5 – 2     | 1 – 0 | 2 – 3 | 1 – 0     | 0 – 2              | 4 – 2      | 1 – 1       | 3 – 0 | 5 – 1 | 4 – 1 | 3 – 1    | 4 – 2  | 2 – 1    | 3 – 2 | 2 – 1     |

## Statistieken Sittardia 1959/1960

### Eindstand Sittardia in de Nederlandse Eredivisie 1959 / 1960
| Stand | Gespeeld | Gewonnen | Gelijk | Verloren | Punten | Doelpunten voor | Doelpunten tegen |
| ----- | -------- | -------- | ------ | -------- | ------ | --------------- | ---------------- |
| 18e   | 34       | 5        | 6      | 23       | 16     | 40              | 91               |

### Topscorers
| Competitie \| # \| Naam \| \| \| ------ \| -------------- \| -- \| \| 1. \| Gerard Gruisen \| 9 \| \| 2. \| Gerard Bühler \| 7 \| \| 3. \| Johan Adang \| 5 \| \| 3. \| Bert Ehlen \| 5 \| \| 5. \| Sef Dieteren \| 4 \| \| 5. \| Thei Huisman \| 4 \| \| 7. \| Joep Beckers \| 1 \| \| 7. \| Jo Plum \| 1 \| \| 7. \| Piet Quix \| 1 \| \| 7. \| Math Schmeitz \| 1 \| \| 7. \| Leon Segers \| 1 \| \| 7. \| Leo Wesolek \| 1 \| \| Totaal \| Totaal \| 40 \| |                |      |
| # | Naam           | Goal |
| 1. | Gerard Gruisen | 9    |
| 2. | Gerard Bühler  | 7    |
| 3. | Johan Adang    | 5    |
| 3. | Bert Ehlen     | 5    |
| 5. | Sef Dieteren   | 4    |
| 5. | Thei Huisman   | 4    |
| 7. | Joep Beckers   | 1    |
| 7. | Jo Plum        | 1    |
| 7. | Piet Quix      | 1    |
| 7. | Math Schmeitz  | 1    |
| 7. | Leon Segers    | 1    |
| 7. | Leo Wesolek    | 1    |
| Totaal | Totaal         | 40   |